# Kobiele Małe-Kolonia
Kobiele Małe-Kolonia [pronunciación en polaco: /kɔˈbjɛlɛ ˈmawɛ kɔˈlɔɲa/] es un pueblo ubicado en el distrito administrativo de Gmina Kobiele Wielkie, dentro del Distrito de Radomsko, Voivodato de Łódź, en Polonia central. Él mentiras aproximadamente 2 kilómetros  sur de Kobiele Wielkie, 14 kilómetros este de Radomsko, y 86 kilómetros al sur de la capital regional Łódź.